# نفطة متأخرة
نفطة متأخرة (بالإنجليزية: Delayed blister)‏ هي حالة جلدية تظهر بعد أسابيع-أشهر من الشفاء الأولي من الحروق الحرارية من الدرجة الثانية. مواقع مانحة للكسب غير المشروع تقسيم الجلد، ومواقع مستلمة للكسب غير المشروع تقسيم الجلد.